# دیگاهاواتورا
دیگاهاواتورا (به لاتین: Digahawatura) یک منطقهٔ مسکونی در سری‌لانکا است که در استان مرکزی (سری‌لانکا) واقع شده‌است.